# Società Sportiva Real Montecchio
Il K-Sport Montecchio-Gallo è una società calcistica di Montecchio e di Gallo di Petriano (PU). Attualmente milita nel girone A marchigiano di Eccellenza.
La società fu fondata nel 1965 come Real Montecchio, ma ha raggiunto i traguardi più importanti nel primo decennio degli anni 2000, nel quale ha militato stabilmente in Serie D. Dopo lo scioglimento avvenuto nel 2014, la nuova società è ripartita dalla Terza Categoria e, dopo la fusione con il K-Sport Azzurra, è risalita fino alla Eccellenza diventando K Sport Montecchio-Gallo.

## Storia
Dalla data della fondazione, il Real Montecchio milita nei campionati minori marchigiani, fino all'avvento in Promozione avvenuto nel 1972.
Rimane nel più alto livello regionale per ben 28 stagioni consecutive (19 di Promozione e successivamente 9 di Eccellenza), sfiorando in più occasioni il salto di categoria, coi secondi posti ottenuti nel 1974, 1980 e le eliminazioni in finale di playoff del 1998 contro la Virtus Palmese e del 1999 contro il Fucecchio.
Nel 2000 il Real Montecchio vince il campionato di Eccellenza Marche e accede al massimo livello dilettante, che ritorna proprio in quella stagione a chiamarsi Serie D. La presidenza, in questo periodo, è di Amedeo Canti mentre la direzione sportiva della squadra è affidata all'ex bandiera Sandro Cangini; l'allenatore è Giuseppe Terenzio.
Il Real Montecchio milita in Serie D per un decennio, collezionando risultati di alto livello con tre qualificazioni ai playoff nel 2003, 2007 e 2008, compreso il secondo posto dietro al Ravenna 2003, e anche due salvezze ai play-out nel 2004 e 2009 prima di retrocedere nel 2010. Nel campionato d'Eccellenza è guidato in panchina da Emanuele Tresoldi; nella prima stagione la squadra raggiunge il settimo posto. Nell'estate 2011 la società si iscrive all'ultimo minuto a causa di problemi societari che portano all'addio di tutti i giocatori più rappresentativi, con la squadra che scende in campo per tutto il campionato con la formazione juniores, guidati ancora da Tresoldi, che non riesce a salvare la squadra (2 punti in 34 partite). La crisi societaria si riflette sulla squadra anche nelle stagioni successive, dove i biancorossi non riescono a salvarsi in Promozione e scendono in Seconda Categoria dopo aver chiuso all'ultimo posto anche il torneo di Prima Categoria. Infine, il Real Montecchio non si iscrive a nessun campionato per la stagione 2014-2015.
Nel 2017-2018 una nuova squadra si iscrive in Terza Categoria con il nome di Montecchio FC. La neonata società, che veste i colori biancorossi ed eredita la tradizione sportiva del vecchio Real Montecchio, viene immediatamente promossa in Seconda Categoria dopo aver vinto i play-off. Nell'estate del 2020 si fonde con il K-Sport Azzurra Vallefoglia, militante in Prima Categoria, e viene ripescata in Promozione.

## Palmarès

### Competizioni regionali
- Eccellenza: 1

1999-2000
Promozione 2022/2023